# チャバラバンクイナ
チャバラバンクイナ（茶腹鷭水鶏、学名：Amaurornis isabellinus）はツル目クイナ科に分類される鳥類の一種である。

## 分布
スラウェシ島（セレベス島）北部と東南部に分布する。

## 形態
全長約40cm。比較的大型のクイナである。頭頂部から体の上面は、暗いオリーブ色がかった灰褐色で、頬、喉は灰色を帯びた黄色、頸の側部は赤茶色、胸、腹にかけては赤紫がかった茶色である。虹彩は赤褐色、嘴は緑がかった黄色、脚は黄色である。

## 生態
河川や湿地の付近の草原に生息する。